# Inverkirkaig
Inverkirkaig (Gaelisch: Inbhir Chirceig) is een plaatsje aan de westkust van Sutherland in de Highlands van Schotland. Inverkirkaig ligt ten zuiden van de gehuchten Badnaban en Strathan en het kustdorp Lochinver. 
Vlak bij Inverkirkaig liggen de Falls of Kirkaig op de rivier de Kirkaig die zelf vlak bij het plaatsje uitmondt in de Atlantische Oceaan.

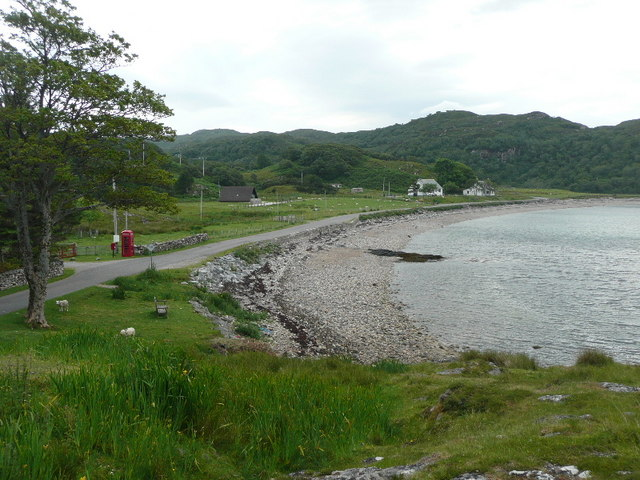
Invirkirkaig